# Nádiantilop-formák
A nádiantilop-formák (Reduncinae) az emlősök (Mammalia) osztályának párosujjú patások (Artiodactyla) rendjébe, ezen belül a tülkösszarvúak (Bovidae) családjába tartozó alcsalád.
Az alcsaládba 8 recens faj tartozik.

## Kifejlődésük és előfordulásuk
Ez a tülkösszarvú alcsalád körülbelül 7,4 millió évvel ezelőtt, azaz a késő miocén korszakban jelent meg, Eurázsia területén. Afrikába csak 6,6 millió évvel ezelőtt vonult be. Manapság Eurázsiából kihaltak, a megmaradt fajok már csak Afrikában élnek; azonban az újabb kövületek azt mutatják, hogy a pleisztocén végén Indiában még élt egy fajuk.
A mai fajok a nedves területeket, mint például a mocsarakat, lápréteket és nagy folyók, illetve tavak kiterjedt nádasait kedvelik, részesítik előnyben.

## Rendszerezés
Az alcsaládba az alábbi 2-3 élő nem és 1 fosszilis nem tartozik:
- Kobus (A. Smith, 1840)
- nádiantilopok (Redunca) Hamilton Smith, 1827
- †Sivacobus Pilgrim, 1939 - késő pliocén-késő pleisztocén; Indiai szubkontinens[2]

Egyes rendszerezések az őzantilopot (Pelea capreolus) is ebbe az alcsaládba helyezik, mivel 2000-ben az amerikai biológus, George Schaller és paleontológus, Elisabeth Vrba azt javasolták, hogy a monotipikus Pelea-t, az őzantilopformák (Peleinae) egyetlen nemét vonják be a nádiantilop-formák közé, habár az őzantilop alaktanilag nem hasonlít a nádiantilop-formákra.

## Képek

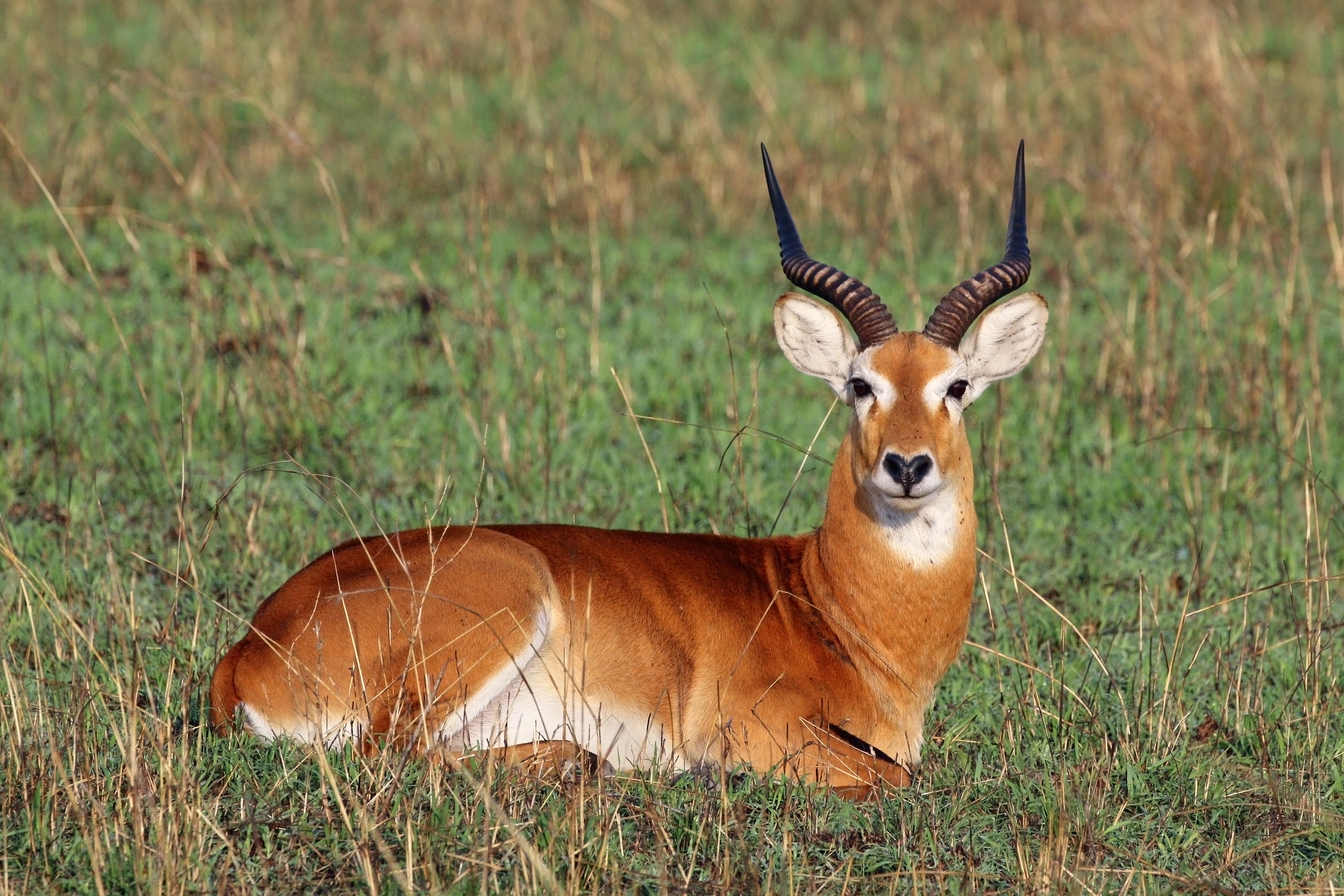
Kobus kob
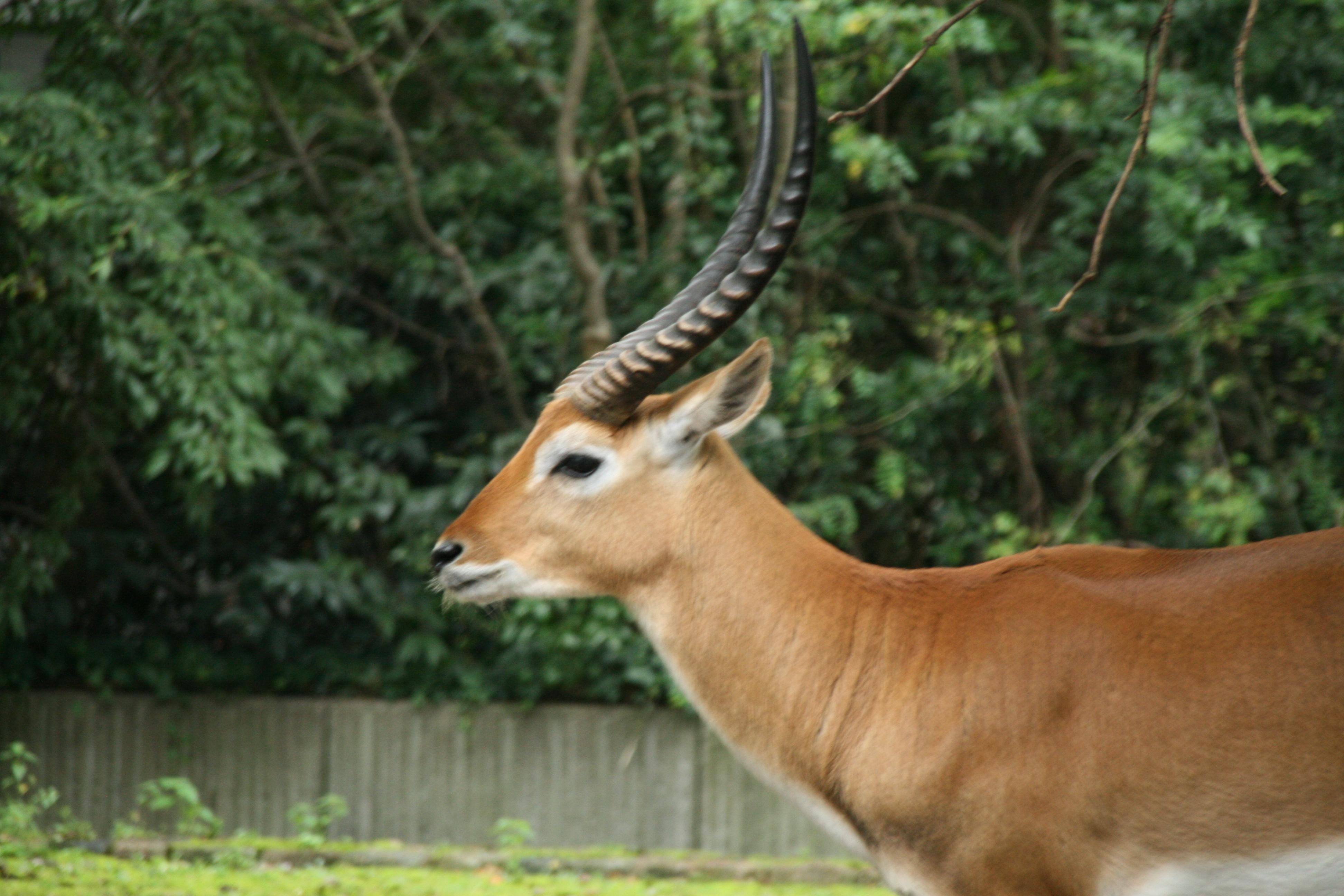
Kobus leche
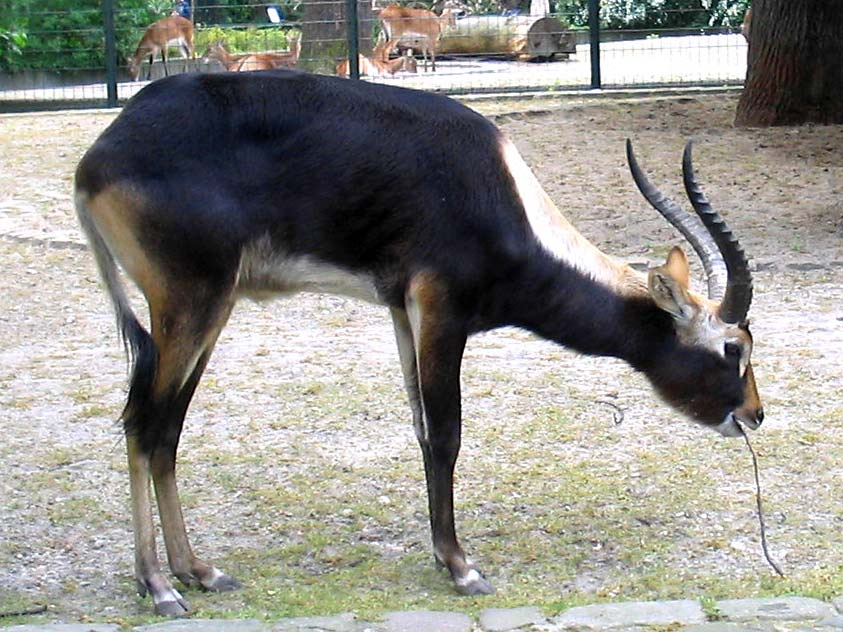
Kobus megaceros
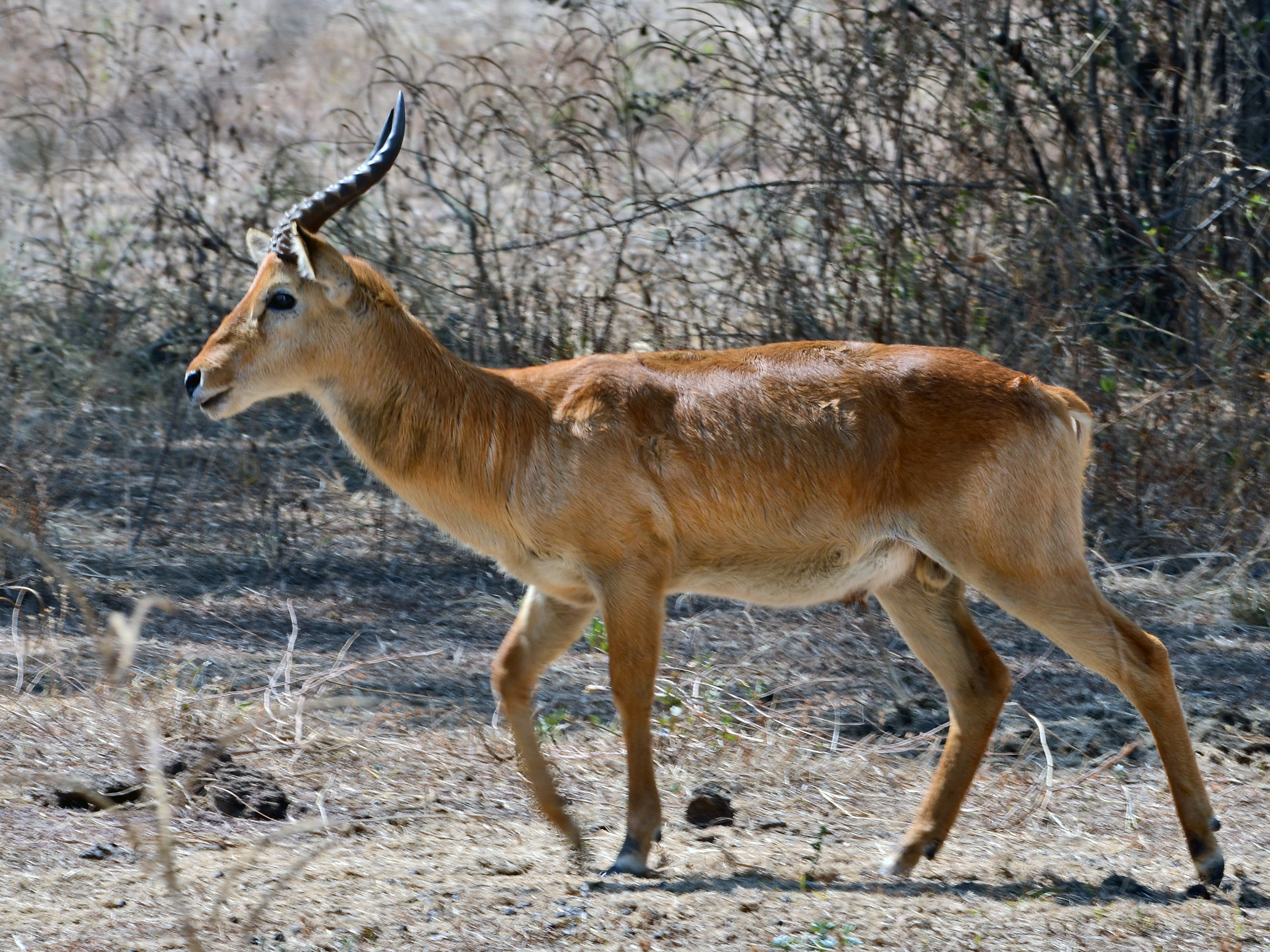
Kobus vardonii
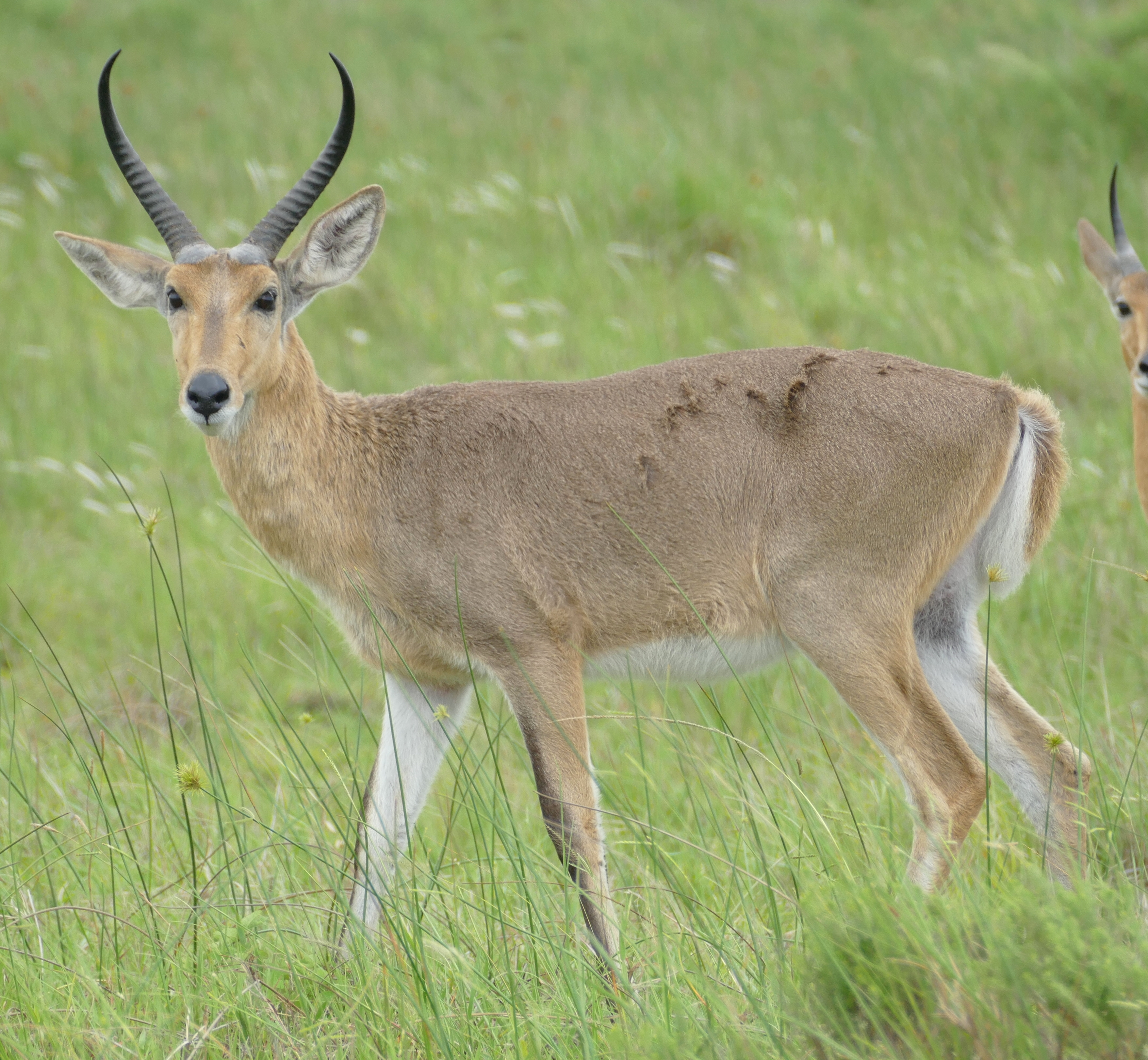
Redunca arundinum
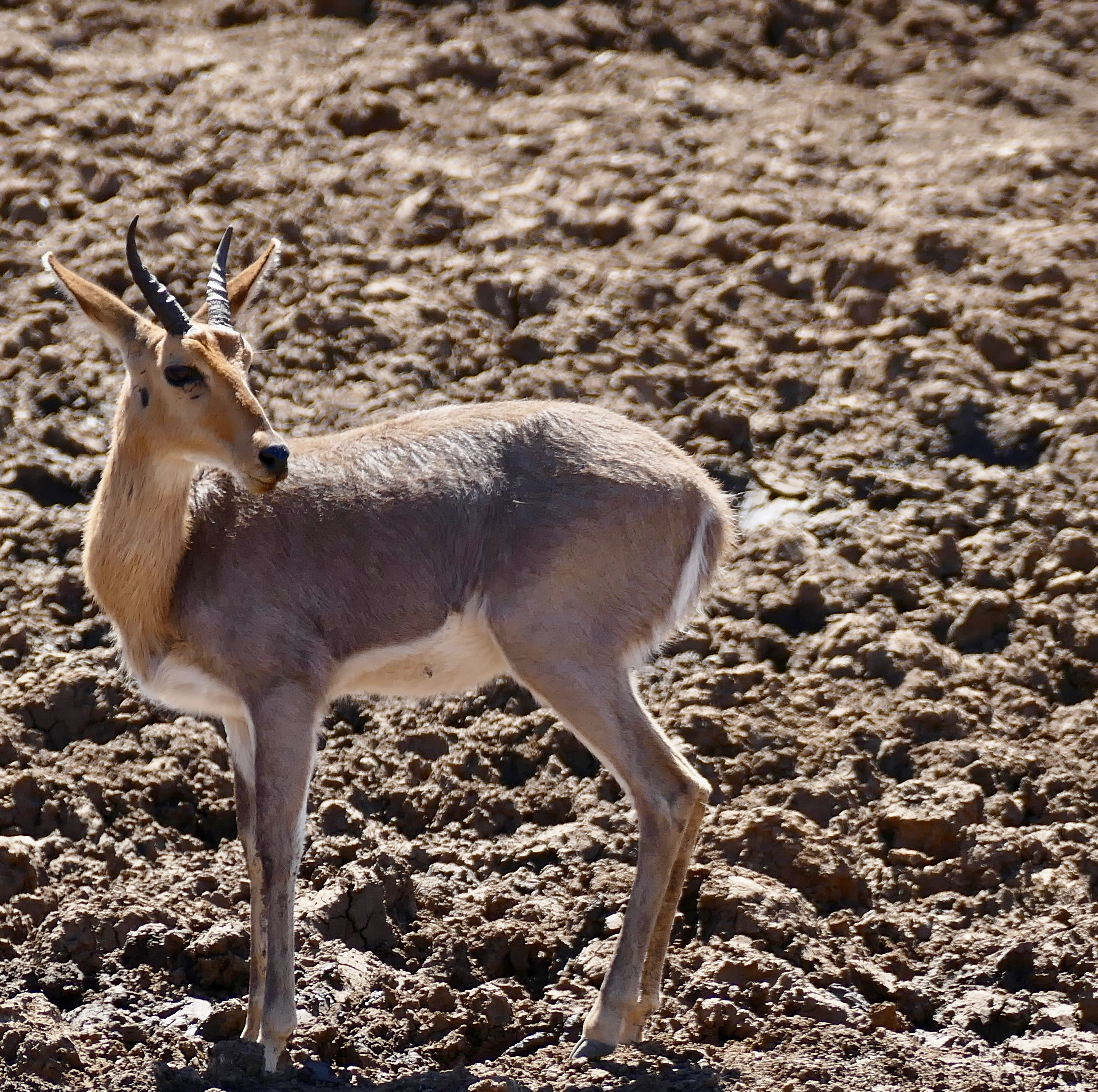
Redunca fulvorufula
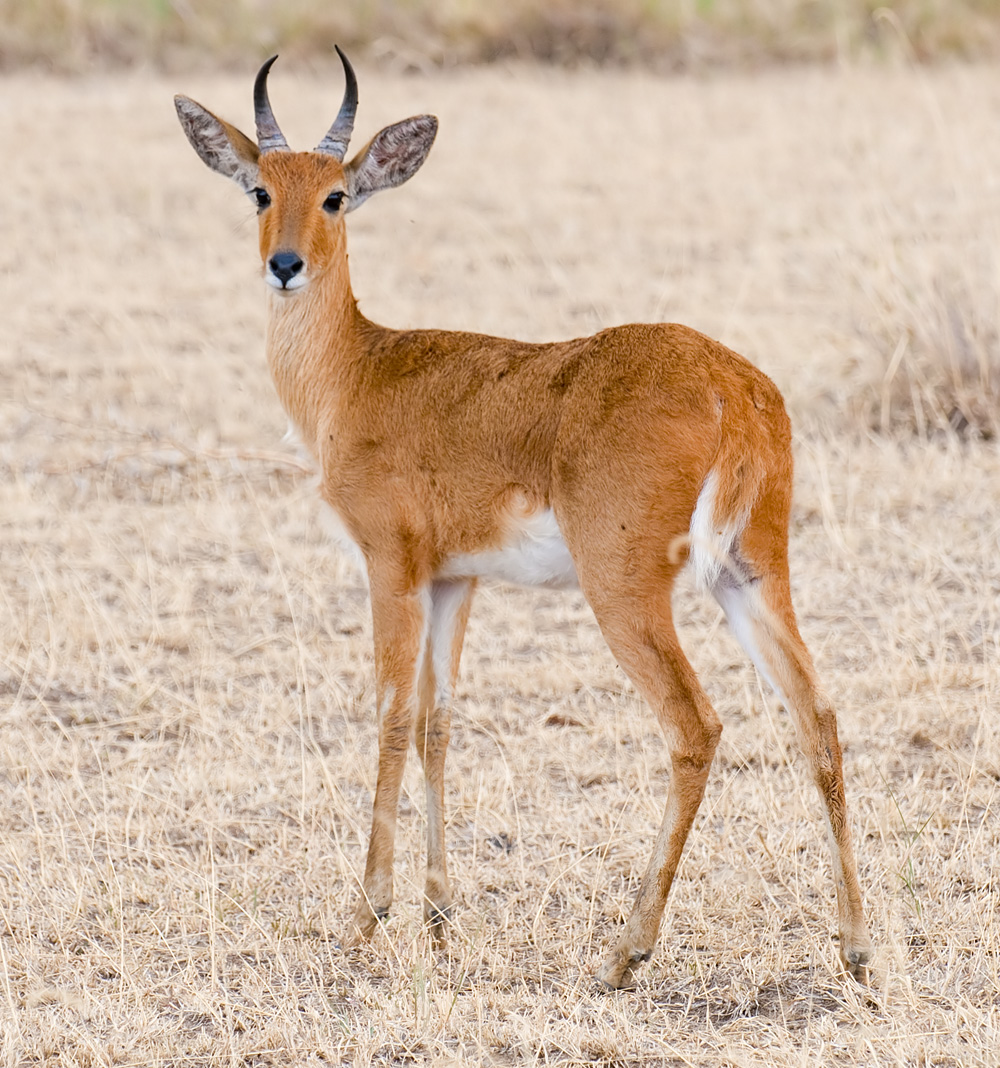
Redunca redunca

### Fordítás
- Ez a szócikk részben vagy egészben  a   Reduncinae című angol Wikipédia-szócikk ezen változatának fordításán alapul.  Az eredeti cikk szerkesztőit annak laptörténete sorolja fel. Ez a jelzés csupán a megfogalmazás eredetét és a szerzői jogokat jelzi, nem szolgál a cikkben szereplő információk forrásmegjelöléseként.